# 白髭神社 (松戸市)
白髭神社（しらひげじんじゃ）は、千葉県松戸市日暮に鎮座する神社。旧社格は村社。全国に存在する白鬚神社のうちの一つ。

## 祭神
- 猿田彦命（さるたひこのみこと）

## 縁起
良源が天暦年間(947年〜957年)に近江から隅田川のほとりへ勧請した白髭大明神から、さらに元禄11年(1698年)この地に分霊を祀ったと伝えられる。
一方現地案内板によると、承平5年(935年)平将門が伯父平国香を殺し、関八州を平定する戦いで多くの武士を亡くしたが、その慰霊と怨霊封じを期して、茲恵大師（良源、912年-985年）が下総国日暮村に猿田彦命をお祀りしたのが始まり、とされている。

## 境内
- 大杉神社
- 御神木
- 天照皇大神宮御璽の石碑
- 日暮町内会館
- 石祠・石造群

## 所在地
- 千葉県松戸市日暮5-226

## 交通アクセス
- 京成松戸線の八柱駅または東日本旅客鉄道（JR東日本）武蔵野線の新八柱駅から徒歩で約5分